# Comuna Kresna, Blagoevgrad
Comuna Kresna este o unitate administrativă în regiunea Blagoevgrad din Bulgaria. Cuprinde un număr de 7 localități. Reședința sa este orașul Kresna. La recensământul din 2011 avea o populație de 5.411 locuitori. Localități componente:

## Localități componente
- Vlahi
- Kresna
- Gorna Breznița
- Dolna Gradeșnița
- Stara Kresna
- Oștava
- Slivnița

## Demografie
Componența etnică a obștinei Kresna
     Bulgari (94,41%)
     Nicio identificare (4,79%)
     Altele (1,1%)
La recensământul din 2011, populația comunei Kresna era de 5.441 locuitori. Din punct de vedere etnic, majoritatea locuitorilor (94,41%) erau bulgari. Pentru 4,79% din locuitori nu este cunoscută apartenența etnică.